# شارل، کنت والوآ
شارل والوا (به فرانسوی: Charles de Valois) (زادهٔ ۱۲ مارس ۱۲۷۰ – درگذشتهٔ ۱۶ دسامبر ۱۳۲۵) شاهزاده و فرماندهٔ نظامی فرانسوی و کُنتِ والوا از ۱۲۸۵ و کُنت آنژو و ماین از ۱۲۹۰ بود. او پسر پادشاه، برادر پادشاه، عموی سه پادشاه و پدر پادشاه فرانسه بود و علی‌رغم داشتن رویای تصاحب تاج و تخت آراگون، قسطنطنیه، امپراتوری مقدس روم و فرانسه، خودش هیچ‌گاه بر تخت پادشاهی ننشست.

## زندگینامه
شارل، سومین پسر فیلیپ سوم، پادشاه فرانسه و برادر فیلیپ چهارم بود. او در ۱۲۸۵ از سوی پدرش عنوان کُنتِ والوا را دریافت کرد و پس از آنکه پاپ مارتین چهارم در سال ۱۲۸۴ میلادی پدروی سوم، پادشاه آراگون را تکفیر نمود، شارل به‌عنوان جانشین او در نظر گرفته شد. شارل در ۱۲۹۰ با مارگارت، دختر شارل دوم، پادشاه ناپل ازدواج کرد و عنوان کُنتِ آنژو و ماین را نیز دریافت داشت. اما نیروهای فرانسوی در همان سال در نبرد با نیروهای پدروی سوم شکست خوردند و در نتیجه، شارل از ادعای خود بر تاج‌و‌تخت آراگون گذشت.
در ۱۲۹۱ فیلیپ چهارم که پس از مرگ فیلیپ سوم در ۱۲۸۵ بر تخت پادشاهی فرانسه نشسته بود به جبران ناکامی برادرش در تصاحب تاج‌و‌تخت آراگون، او را به مقام کنتی النسون و در ۱۲۹۳ به کُنتی شارتر رساند.
شارل که ایتالیا را جاپای خود برای رسیدن به جاه‌طلبی‌هایش در شرق می‌دانست در ۱۳۰۱ دعوت پاپ بونیفاس هشتم برای کمک به نیروهای او را پذیرفت و در همان سال توانست فلورانس را به زیر سلطهٔ پاپ آورد. او سپس به سیسیل لشکرکشی نمود که موفقیتی دربر نداشت و سرانجام برادرش فیلیپ چهارم او را به فرانسه فراخواند. شارل سپس در ۱۳۰۸ به‌منظور افزایش کنترل فرانسه بر ایتالیا و دولت‌های زیر نظر پاپ، درصدد دست‌یافتن به مقام امپراتوری مقدس روم برآمد که در این راه نیز ناکام ماند.
او در دوران حکومت برادرزاده‌اش لوئی دهم نقش مشاور اعظم او را داشت و پس از مرگ او در ژوئن ۱۳۱۶ تمایل به جانشینی او داشت. با این حال شارل به‌نفع دیگر برادرزاده‌اش فیلیپ پنجم از این خواستهٔ خود چشم‌پوشی نمود. فیلیپ پنجم در ۱۳۲۲ درگذشت و برادر دیگرش با عنوان شارل چهارم به پادشاهی فرانسه رسید. شارل چهارم تا حد قابل توجهی زیر نفوذ عمویش شارل والوا قرار داشت و در ۱۳۲۴ او را به فرماندهی سپاهیان فرانسه برای لشکرکشی به گوین منصوب نمود. شارل والوا که پیشتر سابقهٔ فرماندهی ارتشیان فرانسوی در گوین در ۱۲۹۵ و در فلاندر در ۱۲۹۷، ۱۲۹۹، ۱۳۰۰، ۱۳۰۳ و ۱۳۱۴ را داشت توانست با موفقیت این لشکرکشی را به پایان رساند.
شارل والوا در ۱۳۲۵ درگذشت و در ۱۳۲۸ پسرش با عنوان فیلیپ ششم به‌عنوان نخستین پادشاه از دودمان والواها بر تخت پادشاهی فرانسه نشست.